# 김상돈
김상돈(金相敦, 1901년 6월 9일 ~ 1986년 4월 30일)은 대한민국의 정치인, 공무원이며 민주당 창당에 참여하였다. 
조선일보의 기자로 활동하였고 광복 직후에는 한민당에 참여하였다. 1948년 5월 제헌의원에 출마하여 당선되었으며 1949년에는 반민족행위특별조사위원회 부위원장으로 활약하였으나 정부의 탄압으로 무산되었다. 이후 야당인 민주국민당에 참여하고 호헌동지회와 민주당 창당에 참여하였으며, 제3·4·5대 민의원의원을 역임하였으며, 1960년 12월 대한민국 건국 후 최초의 지방자치선거에 서울특별시장 후보로 출마하여 당선되었으나 이듬해 5.16 군사 정변으로 사퇴하였다.
1962년에는 이주당 사건에 연루되어 재판을 받기도 했다. 1969년 개헌반대투쟁위원회 고문으로 박정희, 윤치영 등의 삼선개헌안을 반대하였다.

## 생애

### 초기 활동
황해남도 재령군 출신으로 일본으로 유학, 일본 메이지 학원(明治學院) 신학부에 입학하였다. 메이지 학원 신학부 재학 중 동경조선기독교청년회(東京朝鮮基督敎靑年會) 등의 단체에 참여하여 활동했다.
1925년 일본 메이지 학원 신학부를 졸업하고 귀국하였다. 그 해 조선일보사에 취업하여 취재부 기자로 활동하는 한편 문화운동을 펼치기도 하였다. 그뒤  다시 미국으로 건너가 유학, 1928년 태평양종교대학 사회사업과를 졸업하였다. 재미 대한인 국민회 교육부장으로 활동하기도 했다. 귀국 후 다시 농촌교화사업을 벌이고 조선일보사의 기자로 활동하였다.
친일 부역 조직인 망원합정 정대를 하였다는 기록이 있음. 
1945년 조선일보의 취체역 이사가 되고, 그해 광복이 되자 한국민주당 창당에 참여하였다. 이후 1950년까지 조선일보사에서 취체역(取締役)으로 근무하였다. 1948년 남북협상론과 단정수립론이 나타날 때 단정수립론을 지지하여 그해 5월 10일 제헌국회의회의원에 서울 마포구에 무소속으로 출마하여 당선되었다.

김상돈 서울시장이 시장 부임 이후 처음으로 종로구청을 순시했다.

### 정치 활동
1948년 제헌 헌법을 만들 당시 유진오가 국민을 인민으로 호칭하자는 주장에 윤치영, 김준연과 함께 "공산당이나 쓰는 단어"라며 반대했다.
1949년에 반민족행위특별조사위원회 부위원장으로서 민족항일기 때의 부일협력자들을 선별, 처벌하는 활동을 하였으나, 이 과정에서 이승만 정부와 갈등하였다. 같은 시기 지프차를 운전하다가 어린이를 치어죽이는 사고가 일어났으며 박준 의원이 그가 친일반민족행위자라는 의혹을 제기했다.
반민특위 부위원장을 사퇴한 뒤 민주국민당(民主國民黨)에 입당, 1950년 5월 제2대 국회의원 총선거에서는 낙선하였고, 그해 한국 전쟁이 터지자 부산으로 피난하였다. 이후 민주국민당 상무집행위원회 노동부장을 역임했다.
1954년 제3대 민의원의원 총선에서 민주국민당으로 출마하여 당선되고 이후 자유당, 대한국민당 등을 상대로 투쟁의 선봉장으로 나섰다. 그해 호헌동지회에 참여하고 1955년에는 자유당정권의 장기집권에 반대하여 야당연합인 민주당이 창당되자 참여하였다. 1957년 민주당 중앙훈련소장을 지냈다. 1958년 5월 제4대 민의원의원 총선에 출마하여 당선되었다. 민주당 구파의 중진으로 활동하였고, 1960년 5월 4.19 혁명 후 제5대 민의원의원 총선에 출마하여 당선되면서 민주당 구파의 지도급인사가 되었다. 그해 7월 대한민국 건국 이후 최초로 실시된 지방자치단체장 선거에 민주당 서울특별시장 후보자로 출마, 당선되어 초대 민선 서울시장을 지냈다. 그러나 1960년 5월 20일 5.16 군사 정변 결과 사직하였다.
1962년 군사정권에 의해 정치정화법 대상자에 선정, 정치규제로 묶여 경기도 시흥군 안양으로 내려가 농축업에 전념하기도 하였다. 그해 6월에는 중앙정보부로부터 이주당 사건의 배후로 몰려 장면과 함께 군사법정에 소환, 재판을 받기도 했다. 3개월간의 소송 끝에 1962년 9월 무죄선고를 받고 풀려났다. 1963년 정정법 해제와 동시에 정계 복귀, 1967년에는 신민당 창당에 참여하였으나 곧 정계를 은퇴하였다.

### 생애 후반
1969년 박정희의 대통령 3선개헌 논의가 표면화되자, 박정희, 윤치영의 3선개헌안에 정면 반대, 개헌반대투쟁위원회에 참여하고 고문으로 추대되어 정계에 복귀했다. 1970년 신민당에 재입당하여 반정부투쟁에 매진하였다. 1971년에는 김대중의 대통령 후보 출마를 반대하여 박기출, 장준하 등과 함께 신민당을 탈당하고 1972년 10월 17일 조직된 윤보선의 국민당에 입당하였다. 그러나 우여곡절 끝에 3선개헌이 이루어지고 대통령 박정희의 장기집권이 확정되자, 각종 규제가 나타날 것이라며 삼선개헌과 유신체제에 회의를 느끼고 미국으로 정치망명을 하였다.
그는 미국에서도 국제사회를 상대로 한국의 독재정권의 현실을 지적하고 반 독재정권 홍보 활동을 한다. 일찍이 그는 1928년 미국에서 재미한국인국민회 교육부장으로 활동한 바 있는 그는 미국에서 한국의 박정희 정권이 애국심을 빌미로 독재를 합리화한다며 반정부 활동을 계속하였다.

## 연보
- 일본 메이지 학원 신학부를 졸업하였다.
- 1945년 8월 한국민주당 창당에 참여하였다.
- 1948년 남한 단독정부 수립론과 남북협상론이 나타나자 단정 수립론을 지지하였다.
- 1948년 5월 10일 : 제헌 국회의원(마포구)
- 1948년 10월 23일 반민족행위 특별조사위원회가 정식으로 발족하였다. 위원장은 김상덕이었고, 부위원장은 김상돈이었다.[1][2]
- 1954년 12월 뉴델리 밀서조작사건의 직후, 그의 집에 북조선 인민위원회 최고위원회 명의로 된 남북협상을 호소하는 촉구문이 그의 집에 투입되었다.[3]
- 1960년 7월 건국 후 첫 지방자치단체장 선거에 서울시장으로 출마하여 당선, 서울시장을 지냈다.
- 1961년 5월 20일 5·16 군사 정변으로 사퇴하였다.
- 1963년 이후 군정 반대 운동에 참여하였다.
- 1969년 삼선개헌반대범국민투쟁위원회 고문으로 참여하였다.
- 초대, 제3대, 제4대, 제5대 민의원의원을 역임하였다.

## 역대 선거 결과
|  | 35.94% |

|  | 13.19% |

|  | 52.05% |

|  | 79.52% |

|  | 77.66% |

## 같이 보기
- 반민특위
- 김상덕
- 김구
- 허정
- 서울특별시장

## 참고 자료
- 김상돈 - 대한민국헌정회
- 한국국회인물사편찬회, 《역대국회의원총람》(조세공론사, 1983)
- 내외통신, 《대한민국역대삼부요인총람》(내외통신, 1981)

| 전임 (권한대행)정종철 | 제11대 서울특별시장 1960년 12월 30일 ~ 1961년 5월 19일 | 후임 윤태일 |